# Політичні партії Сербії
Політичні партії Сербії — політичні організації (об'єднання), що діють на території Сербії. Станом на березень 2020 року  у Народних зборах представлено 16 партій, включаючи партії етнічних меншин.
Сучасна Сербія має розвинуту багатопартійну систему. Активно діють 55 політичних партій і 56 партій етнічних меншин. Значна кількість останніх багато в чому пояснюється особливостями сербського законодавства, що надає їм низку пільг у порівнянні зі звичайними партіями: для реєстрації звичайної партії необхідно подати не менше 10 тисяч підписів виборців, натомість організаторам партії етнічної меншості вистачає лише однієї тисячі підписів. Партіям національних меншин не потрібно сплачувати податок. Окрім того, для партій етнічних меншин передбачено знижений прохідний бар'єр. Звичайні партії повинні набрати 5 % голосів виборців для отримання мандатів у парламенті, а партіям національних меншин для обрання одного депутата до Скупщини на виборах 2012 року вистачило близько 13,5 тисяч голосів (близько 0,3 %).

## Історія
Упродовж тривалого часу у Сербії, що була однією з республік Югославії, існувала однопартійна система. У вересні 1990 року було ухвалено нову конституцію, що проголошувала багатопартійну систему. У грудні того ж року вперше за багато років відбулись багатопартійні вибори до сербського парламенту. Перемогу на них здобула урядова Соціалістична партія Сербії (раніше — Союз комуністів Сербії) на чолі зі Слободаном Мілошевичем, що отримала 194 місця з 250. Головою парламенту був обраний Слободан Ункович, а головою уряду — Драгутін Зеленович. Також у виборах брали участь Сербський рух оновлення Вука Драшковича, Асоціація югославської демократичної ініціативи та Союз реформістських сил Івана Джуріча, Партія демократичної дії Санджаку Сулеймана Угляніна, Югославський блок, Альянс сербів у світі, Партія зелених, Соціал-демократична партія Югославії, Ліберальна партія, Рух із захисту прав людини Томіслава Крсмановича тощо. З усіх тих партій дотепер збереглись лише Соціалістична, Рух оновлення та Партія демократичної дії Санджаку.
Упродовж 1990-их років у політичному житті Сербії домінувала Соціалістична партія. На дострокових виборах у грудні 1992 й 1993 років перемогу здобували соціалісти. Щоб отримати більшість на виборах у вересні 1997 року Соціалістичній партії довелось сформувати коаліцію з марксистами з Югославської лівиці й лібералами з Нової демократії.
Десятирічне домінування соціалістів завершилось у жовтні 2000 року, після того як під час Бульдозерної революції Слободан Мілошевич був усунутий від посади президента Югославії. Після цього ситуація в Сербії сильно змінилась. 23 грудня 2000 року відбулись дострокові вибори до парламенту. Перемогу на них вперше в історії сучасної Сербії здобула демократична опозиція, отримавши 176 депутатських місць з 250. Головою Скупщини став Драган Маршичанин, а прем'єром — Зоран Джинджич. На дострокових парламентських виборах у грудні 2003 року найбільше число депутатських мандатів (82 з 250) здобули ультранаціоналісти з Сербської радикальної партії на чолі з Воїславом Шешелем. Не знайшовши союзників радикали не змогли скористатись такою перемогою. Головою парламенту залишився Маршичанин (згодом його замінив Предраг Маркович), а головою уряду був обраний Воїслав Коштуніца, лідер Демократичної партії Сербії. На дострокових виборах у січні 2007 року більшість мандатів знову здобула Сербська радикальна партія, утім і того разу вона залишилась у меншості. Радикалам зрештою вдалось домогтись обрання головою Скупщини свого лідера Томіслава Ніколіча, однак згодом він був усунутий від посади. У той же час уряд Сербії знову очолив Коштуніца.
Після того, як через суперечки з питання Косово, розпався коаліційний уряд Коштуніци та Бориса Тадича (Демократична партія), у травні 2008 року у Сербії відбулись дострокові парламентські вибори. Перемогу на них здобув блок «За Європейську Сербію» (Демократична партія Тадича та «Г17+»). Після тривалих перемовин демократи Тадича зуміли сформувати коаліцію з колишніми непримиренними ворогами — соціалістами. Це виявилось сенсацією, оскільки більш вірогідною здавалась антизахідна коаліція демократів Коштуніци, радикалів Ніколіча та соціалістів. На чергових парламентських виборах 2012 року ситуація в Сербії знову змінилась. Перемогу здобула коаліція «Зрушимо Сербію» на чолі з Томіславом Ніколічем, який до того часу залишив Радикальну партію та створив консервативну Сербську прогресивну партію. Щоб сформувати уряд Ніколічу довелось створювати коаліцію з соціалістами та їхніми союзниками з Партії об'єднаних пенсіонерів Сербії та «Єдиної Сербії», віддавши пост прем'єра лідеру соціалістів Івіці Дачичу.
Зростання популярності Прогресивної партії призвело до достроковим виборам 2014 року. Очікувано, перемогу на них здобув блок «Ми віримо в майбутнє», до складу якого увійшли Сербська прогресивна партія, Соціал-демократична партія Сербія, «Нова Сербія», Сербський рух оновлення та Рух соціалістів.
17 січня 2016 року прем'єр-міністр Сербії Александар Вучич закликав до проведення дострокових виборів, пояснивши це тим, що країна потребує 4 стабільних роки для завершення перемовин про вступ Сербії до ЄС. 4 березня 2016 року президент Сербії Томіслав Николич розпустив Народну скупщину та призначив дату проведення виборів на 24 квітня 2016 року.

## Зареєстровані політичні партії

### Партії, представлені у парламенті
У таблиці зазначено партії, представлені у Скупщині за результатами виборів 2014 року.
| Назва                                   | Оригінальна назва                                                                                     | Коаліція               | Ідеологія                                                                            | Лідер                            | Скупщина | Членство       | Інтернаціонал                                    | Заснована       |
| Сербська прогресивна партія             | серб. Српска напредна странка, СНС                                                                    | «Ми віримо в майбутнє» | Правоцентризм Консерватизм Популізм                                                  | Томислав Николич Александр Вукич | 131      | 300 000 (2012) | немає                                            | 21 жовтня 2008  |
| Соціалістична партія Сербії             | серб. Социјалистичка партија Србије, СПС                                                              | Блок Івіци Дачича      | Лівоцентризм Демократичний соціалізм                                                 | Івіца Дачич                      | 25       | 120 000 (2012) | немає                                            | 17 липня 1990   |
| Демократична партія                     | серб. Демократска странка, ДС                                                                         |                        | Лівоцентризм Соціал-демократія Третій шлях Соціал-лібералізм                         | Боян Пайтич                      | 17       | 196 673 (2013) | СІ ПА ПЄС                                        | 3 лютого 1990   |
| Партія об'єднаних пенсіонерів Сербії    | серб. Партија уједињених пензионера Србије, ПУПС                                                      | Блок Івіци Дачича      | Лівиця захист інтересів пенсіонерів                                                  | Йован Кркобабич                  | 12       | 150 000 (2012) | немає                                            | 10 травня 2005  |
| Соціал-демократична партія Сербії       | серб. Социјалдемократска партија Србије, СДПС                                                         | «Ми віримо в майбутнє» | Лівиця Соціал-демократия Соціал-лібералізм                                           | Расим Ляїч                       | 10       | 50 000 (2012)  |                                                  | 18 жовтня 2008  |
| Нова демократична партія — Зелені       | серб. Нова демократска странка – Зелени, НДС — Зелени                                                 | Блок Бориса Тадича     | Лівиця Соціал-демократія Зелена політика                                             | Борис Тадич Іван Карич           | 10       | —              | СЕП (учасник) ГЗ (спостерігач) ЄПЗ (спостерігач) | 14 вересня 2007 |
| «Єдина Сербія»                          | серб. Јединствена Србија, ЈС                                                                          | Блок Івіци Дачича      | Правиця Консерватизм Популізм                                                        | Драган Маркович                  | 7        | 80 000 (2012)  | немає                                            | 15 лютого 2004  |
| «Нова Сербія»                           | серб. Нова Србија, НС                                                                                 | «Ми віримо в майбутнє» | Правий популізм Монархізм                                                            | Велимир Ілич                     | 6        | 90 000 (2012)  | немає                                            | 10 серпня 1998  |
| Ліга соціал-демократів Воєводини        | серб. Лига социјалдемократа Војводине, ЛСВ                                                            | Блок Бориса Тадича     | Лівоцентризм Регіоналізм Соціал-демократія                                           | Ненад Чанак                      | 6        | 22 000 (2012)  | немає                                            | 14 липня 1990   |
| Альянс воєводинських угорців            | угор. Vajdasági Magyar Szövetség, VMSZ) серб. Савез војвођанских Мађара, СВМ                          |                        | Регіоналізм захист інтересів угорської меншості Ліберальний консерватизм             | Іштван Пастор                    | 6        | —              | ЄНП (спостерігач)                                | 18 червня 1994  |
| Сербський рух оновлення                 | серб. Српски покрет обнове, СПО                                                                       | «Ми віримо в майбутнє» | Правоцентризм Монархізм Антикомунізм                                                 | Вук Драшкович                    | 4        | 70 000 (2012)  | ЦДІ ЄНП                                          | 14 березня 1990 |
| Рух соціалістів                         | серб. Покрет социјалиста, ПС                                                                          | «Ми віримо в майбутнє» | Лівиця Марксизм Антикапіталізм                                                       | Александар Вулін                 | 3        | —              | немає                                            | 2007            |
| Партія демократичної дії Санджаку       | босн. Stranka Demokratske Akcije Sandžaka, SDAS серб. Странка Демократске Акције Санџака, СДА Санџака |                        | Захист інтересів боснійської меншості                                                | Сулейман Углянин                 | 3        | —              | немає                                            | 29 липня 1990   |
| Нова партія                             | серб. Нова странка                                                                                    |                        | Центризм Лібералізм Економічний лібералізм                                           | Зоран Живкович                   | 2        | —              | немає                                            | 7 квітня 2012   |
| «Разом за Сербію»                       | серб. Заједно за Србију, ЗЗС                                                                          | Блок Бориса Тадича     | Центризм Соціал-лібералізм                                                           | Душан Петрович                   | 2        | —              | немає                                            | 20 жовтня 2013  |
| Партія за демократичні дії              | алб. Partia për veprim demokratik, PVD серб. Партија за демократско деловање, ПДД                     |                        | Регіоналізм Захист інтересів албанської меншості Албанський націоналізм Консерватизм | Різа Халімі                      | 2        | —              | немає                                            | 19 серпня 1990  |
| Рух «Сила Сербії»                       | серб. Покрет снага Србије, ПСС                                                                        | «Ми віримо в майбутнє» | Правоцентризм Консерватизм Соціал-лібералізм                                         | Боголюб Карич                    | 2        | —              | немає                                            | 20 травня 2004  |
| Християнсько-демократична партія Сербії | серб. Демохришћанска Странка Србије, ДХСС                                                             | «Ми віримо в майбутнє» | Правоцентризм Християнська демократія                                                | Ольгіца Батік                    | 1        | —              | ЦДІ (спостерігач)                                | 7 травня 1997   |
| Народна селянська партія                | серб. Народна сељачка странка, НСС                                                                    | «Ми віримо в майбутнє» | Правоцентризм Аграріанізм Націоналізм Популізм Соціалізм                             | Мар'ян Ристичевич                | 1        | —              | немає                                            | 20 травня 1990  |

1. ↑  134 разом з депутатами від Руху «Сила Сербії» (2) та Народної селянської партії (1), обраними за списком Сербської прогресивної партії
2. ↑  Утворена в результаті розколу Сербської радикальної партії
3. ↑  Створена в результаті злиття Союзу комуністів Сербії та Соціалістичного союзу трудового народу Сербії
4. ↑  Створена як партія «Зелені Сербії», перейменована у лютому 2014 після переходу Бориса Тадича з Демпартії
5. ↑  Створена в результаті розколу Сербського руху оновлення
6. ↑  Створена колишнім членом Югославської лівиці Александаром Вуліном за участі колишніх членів Соцпартії Сербії, не згодних з проєвропейською позицією її керівництва
7. ↑  Обрані за списком Демократичної партії
8. ↑  Створена соратником Зорана Джинджича
9. ↑  Створена в результаті розколу Демократичної партії
10. ↑  Обрані за списком Сербської прогресивної партії
11. ↑  Обраний за списком Сербського руху оновлення
12. ↑  Створена в результаті розколу Демократичної партії
13. ↑  Обраний за списком Сербської прогресивної партії
14. ↑  Створена на базі Асоціації селян Сербії

### Партії, не представлені в парламенті
| Назва                                             | Оригінальна назва                                             | Ідеологія                                                                             | Лідер                                        | Заснована |
| Нова комуністична партія Югославії                | серб. Нова комунистичка партија Југославије, НКПJ             | Марксизм-ленінізм Сталінізм                                                           | Батрич Мійович Александар Баньянац           | 1990      |
| Екологічний рух Нові-Сад                          | серб. Еколошки покрет Нови Сад                                | Охорона довкілля Демократичний соціалізм Євроскептицизм                               | Никола Алексич                               | 1990      |
| Сербська радикальна партія                        | серб. Српска радикална странка, СРС                           | Правиця Націоналізм Консерватизм Антиглобалізм Антикомунізм                           | Воїслав Шешель                               | 1991      |
| Демократична партія Сербії                        | серб. Демократска странка Србије, ДСС                         | Правоцентризм Християнська демократія Євроскептицизм                                  | Воїслав Коштуніца                            | 1992      |
| Реформісти Воєводини                              | серб. Реформисти Војводине, РВ                                | Автономізм Соціал-демократія Регіоналізм                                              | Неделько Шліванац                            | 1992      |
| Партія праці                                      | серб. Партиja рада                                            | Комунізм Марксизм-ленінізм Інтернаціоналізм Антимілітаризм Антифашизм Антиімперіалізм | Владо Дапчевич                               | 1992      |
| Рух «Двери српске»                                | серб. Покрет Двери српске                                     | Правиця Консерватизм Антиглобалізм Націоналізм                                        | Владан Глишич Бошко Обрадович Бранимир Нешич | 1999      |
| Воєводинський клуб                                | серб. Војвођански Клуб, ВК                                    |                                                                                       | Джордже Суботич                              | 1992      |
| Соціал-демократичний союз                         | серб. Социјалдемократска унија, СДУ                           | Лівоцентризм Соціал-демократія Соціал-лібералізм                                      | Жарко Корач                                  | 1998      |
| Об'єднана селянська партія                        | серб. Уједињена сељачка странка, УСС                          |                                                                                       | Мілі Мілетич                                 | 2000      |
| Партія Воєводини                                  | серб. Странка Војводине                                       | Лівиця Регіоналізм Децентралізація Автономізм                                         | Александр Одзич                              | 2005      |
| Ліберально-демократична партія                    | серб. Либерално-демократска партија, ЛДП                      | Лібералізм Демократія Децентралізація Євроінтеграція Атлантизм                        | Чедомир Йованович                            | 2005      |
| Соціал-демократичний рух                          | серб. Социјалдемократски покрет, СП                           | Соціал-демократія                                                                     | Драгутин Станойлович                         | 2005      |
| Реформістська партія                              | серб. Реформистичка странка                                   | Лівиця Соціалізм                                                                      | Александр Вишнич                             | 2006      |
| Об'єднані пенсіонери та соціальна справедливість  | серб. Удружени пензионери и социјална правда, УПИСП           | Соціалізм                                                                             | Ярослава Богичевич                           | 2007      |
| Зелена екологічна партія — Зелені                 | серб. Зелена еколошка партија - Зелени                        | Зелена політика                                                                       | Мітхат Нокич                                 | 2008      |
| Рух «Комуністи Сербії» — Рух «Комуністи Суботиці» | серб. Покрет - Комунисти Србије — Покрет - Комунисти Суботице | Комунізм                                                                              | Свєтозар Марканович Міклош Надь              | 2008      |
| Народна партія                                    | серб. Народна партија                                         | Правоцентризм Націоналізм                                                             | Небойша Корач                                | 2009      |
| Рух ветеранів Сербії                              | серб. Покрет ветерана Србије, ПВС                             | Євроскептицизм                                                                        | Саша Дуйович                                 | 2009      |
| Комуністична партія                               | серб. Комунистичка партија                                    | Комунізм Марксизм-ленінізм Тітоїзм                                                    | Йосип Броз Йошка                             | 2010      |
| ПУЛЬС Сербія                                      | серб. Покрет удружених самоуправа Србије, ПУЛС Србија         |                                                                                       | Любиш Йовашевич                              | 2010      |
| Заможна Сербія — рух фермерів та підприємців      | серб. Богата Србија - покрет пољопривредника и привредника    |                                                                                       | Захарія Трнавчевич                           | 2011      |
| Рух за розвиток Сербії                            | серб. Покрет за развој Србије, ПРС                            |                                                                                       | Міля Драгич                                  | 2011      |
| Рух робітників і селян                            | серб. Покрет радника и сељака, ПРС                            | Посткомунізм Соціалізм Консерватизм Євроскептицизм Націоналізм                        | Зоран Драгишич                               | 2011      |
| Соціал-демократичний альянс                       | серб. Социјалдемократски савез, СДС                           | Лівоцентризм Соціал-демократія Демократичний соціалізм                                | Небойша Лекович                              | 2011      |
| Сербська демократична партія                      | серб. Српска демократска странка                              | Правиця Націоналізм Євроскептицизм Консерватизм                                       | Браніслав Швонья                             | 2011      |
| Сербська монархічна партія «Сербська гармонія»    | серб. Српска монархистичка странка Српска слога               | Правиця Монархізм Традиціоналізм                                                      | Любомир Симич                                | 2011      |
| НС Блок                                           | серб. НС Блок                                                 |                                                                                       | Саша Ігич                                    | 2011      |
| «Активна Сербія»                                  | серб. Активна Србија                                          |                                                                                       | Душан Янич                                   | 2012      |
| Комуністичний рух Сербії                          | серб. Комунистички покрет Србије, КПС)                        | Комунізм                                                                              | Воїслав Радоєвич Івіца Костелич              | 2012      |
| Нова соціал-демократія Сербії                     | серб. Нова социјалдемократија Србије, НСД Србије              | Соціал-демократія                                                                     | Душан Янич                                   | 2012      |
| Група громадян — Рух за Кралево                   | серб. Група грађана - Покрет за Краљево                       |                                                                                       | Владимир Пайович                             | 2012      |
| Об'єднані регіони Сербії                          | серб. Уједињени региони Србије, УРС                           | Правоцентризм Консерватизм                                                            | Младжан Дінкич                               | 2013      |
| Комуністичний рух Республіки Сербії               | серб. Комунистички покрет Републике Србије, КПРС              | Комунізм Марксизм-ленінізм Соціалізм                                                  | Тодор Павлов                                 | 2013      |
| Комуністична партія Югославії                     | серб. Комунистичка партија Југославије, КПЈ                   | Комунізм Марксизм-ленінізм Тітоїзм                                                    | Тодор Павлов                                 | 2013      |
| Асамблея сербської єдності                        | серб. Сабор српског јединства, CCJ                            | Консерватизм Націоналізм                                                              | Борислав Пелевич                             | 2013      |
| Третя Сербія                                      | серб. Трећа Србија                                            |                                                                                       | Александр Протич                             | 2013      |
| Республіканська партія                            | серб. Републиканска партија                                   |                                                                                       | Нікола Сандулович Владимир Цвіян             | 2014      |
| Ось і все — Перезавантаження                      | серб. Доста је било - Рестарт, ДЈБ - Рестарт                  |                                                                                       | Саша Радулович                               | 2014      |

1. ↑  Створена під назвою Новий комуністичний рух Югославії, перейменована 1994
2. ↑  Виникла в результаті об'єднання Сербського руху четників Воїслава Шешеля та частини Народної радикальної партії на чолі з Томиславом Николичем
3. ↑  Заснована після розколу Демократичної партії
4. ↑  Створена як відділення Альянсу реформаторських сил Югославії. 1992 року перетворена на Реформістську демократичну партію Воєводини, сучасна назва від 2000 року
5. ↑  2002 року у діяльності партії була перерва, але вже наступного року Соціал-демократичний союз був відновлений
6. ↑  Утворена шляхом злиття кількох автономістських організацій та групи колишніх членів Ліги соціал-демократів Воєводини
7. ↑  Створена прибічниками Маї Гойкович, виключеної з Сербської радикальної партії
8. ↑  Створена в результаті злиття Нової комуністичної партії Сербії та Соціал-демократичної партії Воєводини
9. ↑  Створена в результаті розколу Об'єднаної селянської партії
10. ↑  Створений за участі членів Соціалістичної партії Сербії та Руху соціалістів
11. ↑  Вважає себе наступником Союзу комуністів Югославії
12. ↑  Створена групою членів Сербської прогресивної партії, невдоволених політикою її керівництва щодо Косова та ЄС

### Партії етнічних меншин, що не мають представництва у парламенті
| Назва                                                         | Оригінальна назва                                                                                            | Лідер                                   | Заснована |
| Партії албанців Сербії                                        | |                                         |           |
| Демократична партія албанців                                  | серб. Демократска партија, ДП; болг. Partia demokratike                                                      | Рагмі Мустафа                           | 1990      |
| Демократичний союз Долини                                     | серб. Демократска Унија Долине, ДУД; болг. Bashkimi Demokratik i Luginës, BDL                                | Скендер Дестані                         | 2003      |
| Рух за демократичний прогрес                                  | серб. Покрет за демократски прогрес, ПДП; болг. Lëvizja e Progresit Demokratik, LPD                          | Аднан Саліхі                            | 2005      |
| Демократичний союз албанців                                   | серб. Демократска унија Албанаца, ДУА; болг. Unioni demokratik Shqiptar, UDSH                                | Адем Хасані                             | 2007      |
| Демократична партія                                           | серб. Демократска партија, ДП; болг. Partia demokratike                                                      | Нагіп Аріфі                             | 2011      |
| Партії болгар Сербії                                          | |                                         |           |
| Демократична партія болгар                                    | серб. Демократска партија Бугара, ДПБ; болг. Демократическа партия на българите                              | Ангел Йосифов                           | 2007      |
| Демократичний союз болгар                                     | серб. Демократски савез Бугара, ДСБ; болг. Демократичен съюз на българите                                    | Драголюб Іванчов                        | 2007      |
| Партія болгар Сербії                                          | серб. Партија Бугара Србије, ПСБ; болг. Партия на българите в Сърбия                                         | Драголюб Нотєв                          | 2007      |
| Болгарський рух Сербії                                        | серб. Бугарски покрет Србије, БПС; болг. Българското движение Сърбия                                         | Тодор Павлов                            | 2009      |
| Партії боснійців Сербії                                       | |                                         |           |
| Санджацька демократична партія                                | серб. Санџачка демократска партија, СДП; босн. Sandžačka demokratska partija, SDP                            | Резад Ходжич                            | 1996      |
| Боснійська демократична партія Санджаку                       | серб. Бошњачка демократска странка Санџака, БДСС; босн. Bošnjačka demokratska stranka Sandžaka, BDSS         | Есад Джуджевич                          | 1996      |
| Демократична партія Санджаку                                  | серб. Демократска партија Санџака, ДСП; босн. Demokratska partija Sandžaka, DSP                              | Зулкефіл Садович                        | 2007      |
| Боснійське демократичне співтовариство                        | серб. Бошњачка демократска заједница, БДЗ; босн. Bošnjačka demokratska zajednica, BDZ                        | Емір Елфич                              | 2010      |
| Боснійська народна партія                                     | серб. Бошњачка народна странка, БНС; босн. Bošnjačka narodna stranka, BNS                                    | Муго Мукович                            | 2012      |
| Боснійське демократичне співтовариство Санджаку               | серб. Бошњачка демократска заједница Санџака, БДЗС; босн. Bošnjačka demokratska zajednica Sančaka, BDZS      | Адмір Муратович                         | 2013      |
| Народний рух Санджаку                                         | серб. Народни покрет Санџака, НСП; босн. Narodni pokret Sandžaka, NPS                                        | Джемал Сульєвич                         | 1999      |
| Реформісти Санджаку                                           | серб. Реформисти Санџака, РС; босн. Reformisti Sandžaka                                                      | Зекірія Дугопольац                      | 2003      |
| Санджацька альтернатива                                       | серб. Санџачка алтернатива, СА; босн. Sandžačka alternativa                                                  | Тарік Імамович                          | 2003      |
| Санджацька народна партія                                     | серб. Санџачка народна партија, СНП                                                                          | Мірсад Джерлек                          | 2009      |
| Партія за Санджак                                             | серб. Странка за Санџак, СЗС                                                                                 | Февзія Мурич                            | 2001      |
| Партії бунєвців Сербії                                        | |                                         |           |
| Бунєвська партія                                              | серб. Буњевачка странка, БС                                                                                  | Срджан Еветович                         | 2012      |
| Бунєвська партія Воєводини                                    | серб. Буњевачка странка Војводине, БСВ                                                                       | Бранко Францишкович                     | 2007      |
| Альянс бунєвців Бачки                                         | серб. Савез бачких Буњеваца, СББ                                                                             | Мірко Баїч                              | 2007      |
| Партії угорців Сербії                                         | |                                         |           |
| Демократичне співтовариство воєводинських угорців             | серб. Демократска заједница војвођанских Мађара, ДЗВМ; угор. Vajdasági Magyarok Demokratikus Közössége, VMDK | Пал Шандор                              | 1990      |
| Демократична партія воєводинських угорців                     | серб. Демократска странка војвођанских Мађара, ДСВМ; угор. Vajdasági Magyar Demokrata Párt, VMDP             | Андраш Агоштон                          | 1997      |
| Громадянський альянс угорців                                  | серб. Грађански савез Мађара, ГСМ; угор. Magyar polgári szövetség, MPSZ                                      | Ласло Рак Сабо                          | 2006      |
| Рух угорської надії                                           | серб. Покрет мађарске наде, ПМН; угор. Magyar Remény Mozgalom, MRM                                           | Ласло Балінт                            | 2009      |
| Партія угорської єдності                                      | серб. Странка мађарског јединства, СМЈ; угор. Magyar Egység Párt, MER                                        | Золтан Смієшко                          | 2012      |
| Партії волохів Сербії                                         | |                                         |           |
| Власька народна партія                                        | серб. Влашка народна странка, ВНС; влас. Partia neamului rumânesc                                            | Предраг Балашевич                       | 2004      |
| Власька демократична партія                                   | серб. Влашка демократска странка, ВДС                                                                        | Сініша Челоджевич                       | 2008      |
| Жоден з наданих варіантів відповіді                           | серб. Ниједан од понуђених одговора, НОПО                                                                    | Нікола Тулимирович                      | 2010      |
| Партії горанців Сербії                                        | |                                         |           |
| Громадянська ініціатива горанців                              | серб. Грађанска иницијатива Горанаца, ГИГ                                                                    | Орхан Драгаш                            | 2001      |
| Партії греків Сербії                                          | |                                         |           |
| Демократична лівиця Сербії — партія грецької меншини у Сербії | серб. Демократска левица Србије — Странка националне мањине грка у Србије                                    | Кристос Алексопулос                     | 2013      |
| Партії македонців Сербії                                      | |                                         |           |
| Демократична партія македонців                                | серб. Демократска партија Македонаца, ДПМ; мак. Демократска партија на македонците                           | Міле Спіровскі                          | 2004      |
| Партії румунів Сербії                                         | |                                         |           |
| Демократичний рух румунів Сербії                              | серб. Демократски покрет Румуна Србије, ДПРС; рум. Bashkimi Demokratik i Luginës                             | Димітріє Крачунович                     | 1991      |
| Альянс воєводинських румунів                                  | серб. Алијанса војвођанских Румуна, АВР; рум. Alianța romănilor din Voivodina                                | Віорел Беса                             | 2002      |
| Румунська партія                                              | серб. Румунска странка, РС; рум. Partidul romăn, PR                                                          | Йон Сфера                               | 2002      |
| Партії паннонських русинів Сербії                             | |                                         |           |
| Русинська демократична партія                                 | серб. Русинска демократска странка, РДС; русин. Руска демократична странка                                   | Мирослав Бесерменьї                     | 2006      |
| Разом за Воєводину                                            | серб. Заједно за Војводину, ЗзВ                                                                              | Єлена Папуга                            | 2011      |
| Партії росіян Сербії                                          | |                                         |           |
| Партія росіян Сербії                                          | серб. Странка Руса Србије, РУС                                                                               | Драган Цветкович                        | 2012      |
| Російська партія                                              | серб. Руска странка, РС                                                                                      | Слободан Ніколич                        | 2013      |
| Партії словаків Сербії                                        | |                                         |           |
| Словацька партія                                              | серб. Словачка странка; словен. Slovenska strana                                                             | Ян Паул                                 | 2008      |
| Партія воєводинських словаків                                 | серб. Странка Војвођанских Словака, СВС; словен. Strana Vojvodinských Slovákov                               | Стефан Хрудім                           | 2010      |
| Словацька демократична партія                                 | серб. Словачка демократска странка, СДС; словен. Slovenská demokratická strana, SDS                          | Іван Ферко                              | 2013      |
| Партії хорватів Сербії                                        | |                                         |           |
| Демократичний альянс хорватів у Воєводині                     | серб. Демократски савез Хрвата у Војводини, ДСХВ; хорв. Demokratski savez Hrvata u Vojvodini                 | Петар Кунтич                            | 1990      |
| Демократичне співтовариство хорватів                          | серб. Демократски савез Хрвата у Војводини, ДСХВ; хорв. Demokratski savez Hrvata u Vojvodini                 | серб. Демократска заједница Хрвата, ДЗХ | 2007      |
| Партії циган Сербії                                           | |                                         |           |
| Ромська партія                                                | серб. Ромская партија, РП                                                                                    | Срджан Шайн                             | 2003      |
| Ромська демократична партія                                   | серб. Ромска демократска странка, РДП                                                                        | Томіслав Бокан                          | 2004      |
| Об'єднана ромська партія                                      | серб. Уједињена партија Рома, УПР                                                                            | Рамадан Демирович                       | 2005      |
| Ромська партія єдності                                        | серб. Ромска странка Јединство, РСЈ                                                                          | Ферхат Саїті                            | 2007      |
| Демократична лівиця рома                                      | серб. Демократска левица Рома, ДЛР                                                                           | Йован Дамьянович                        | 2009      |
| Демократичний союз циган                                      | серб. Демократска левица Рома, ДЛР                                                                           | Саліх Саїтович                          | 2012      |
| Партії чорногорців Сербії                                     | |                                         |           |
| Чорногороська партія                                          | серб. Црногорска партија, ЦП                                                                                 | Ненад Стевович                          | 2008      |

## Історичні партії
До списку внесено тільки партії, що діяли на території Сербії після розпаду Югославії.
| Назва                                 | Оригінальна назва                      | Роки діяльності | Коментар |
| Ліберально-демократична партія        | серб. Либерално демократска странка    | 1989-?          | Була організована як Ліберальна партія, змінила назву 1997                                                                                                |
| Народна радикальна партія             | серб. Народна радикална странка        | 1990-1991       | Правонаступниця однойменної найбільшої історичної партії Сербії кінця XIX століття, увійшла до складу Сербської радикальної партії                        |
| Сербське народне оновлення            | серб. Српска народна обнова            | 1990-1991       | Припинила існування після низки розколів |
| Селянська партія Сербії               | серб. Сељачка странка Србије           | 1990-?          | Брала участь у виборах 1990 (2 мандати) й 1992 років у складі коаліції Демократичний рух Сербії (3 місця). Згодом була розпущена                          |
| Ліберали Сербії                       | серб. Либерали Србије                  | 1990-2010       | Створена як Рух за Валево, перейменована на Нову демократію, 2003 перейменована знову                                                                     |
| Сербська ліберальна партія            | серб. Српска либерална странка         | 1991-2010       | Ліберальна, монархічна партія |
| Громадянський альянс Сербії           | серб. Грађански савез Србије           | 1992-2007       | Створений в результаті злиття Республіканського клубу та сербського відділення Союзу реформістських сил. Влився до складу Ліберально-демократичної партії |
| Партія сербської єдності              | серб. Странка Српског Јединства, CCJ   | 1993-2007       | Після поразки на виборах 2003 року об'єдналась із Сербською радикальною партією                                                                           |
| Югославська лівиця                    | серб. Југословенска левица             | 1994-2003       | Коаліція лівих та комуністичних партій на чолі з Союзом комуністів — Рух за Югославію                                                                     |
| Демократичний центр                   | серб. Демократски центар               | 1996-2004       | Об'єднався з Демократичною партією |
| Демократична альтернатива             | серб. Демократска Алтернатива          | 1997-2004       | Після провалу на виборах 2003 року об'єдналась з Соціал-демократичною партією                                                                             |
| Соціал-демократія                     | серб. Социјалдемократија, СД           | 1997-2010       | Після провалу на виборах 2002 та 2007 років занепала |
| Соціал-демократична партія            | серб. Социјалдемократска партија       | 2002-2009       | Після провалу на виборах 2007 року занепала |
| Г17+                                  | серб. Г17 плус                         | 2002-2013       | Влилась до складу партії Об'єднані регіони Сербії |
| Соціалістична народна партія          | серб. Социјалистичка народна странка   | 2002-2010       | |
| Демократична партія вітчизни          | серб. Социјалистичка народна странка   | 2003            | |
| Народна партія                        | серб. Народна Странка                  | 2003            | |
| Народний рух «Відсіч!»                | серб. Народни покрет Отпор             | 2003-2004       | Приєдналась до Демократичної партії |
| Демократичне співтовариство Сербії    | серб. Демократска заједница Србије     | 2005-2007       | Об'єдналась із Сербською радикальною партією |
| Сербський демократичний рух оновлення | серб. Српски Демократски Покрет Обнове | 2005-2010       | |
| Рух «Жити для Країни»                 | серб. Покрет „Живим за Крајину“        | 2006-2013       | |
| Разом за Шумадію                      | серб. Заједно за Шумадијy              | 2009-2013       | Приєдналась до партії Об'єднані регіони Сербії |